# 高山辰次郎

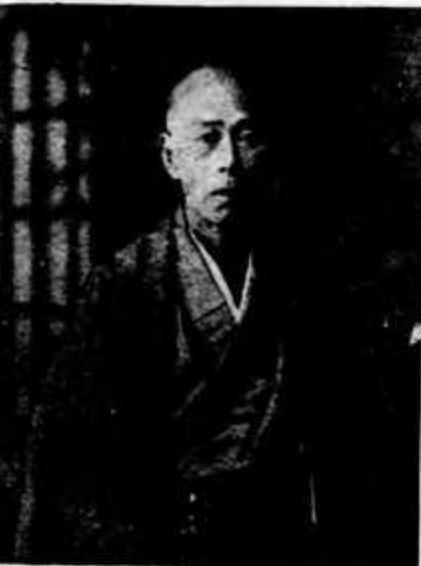
高山辰二郎

高山 辰次郎（たかやま たつじろう、1848年（嘉永元年）- 没年不明）は、日本の柔術家。気楽流柔術師範や免許皆伝として知られた。　

## 略歴
16世長山弥一精勝や飯塚龍之助興高らから気楽流を学ぶ。後に群馬県新田郡綿内村に在住する。
1900年（明治33年）茨城県大日本武徳会発会式にて小松宮殿下に台覧下杯賜した。大日本武徳会群馬支部設立に尽力し 生方丑蔵、高橋長宗、飯塚儀内、藤木与平、下田茂平、北群馬郡子持村　飯塚鬼五郎、小菅恵一郎を育てたほか多数の門弟を育てた。